# بلزا هرمية
بلزا هرمية (الاسم العلمي:Ochroma pyramidale) هو نوع من النباتات يتبع جنس البلزا من الفصيلة الخبازية. البلزا الهرمية شجر ضخم سريع النمو، يمكن أن يصل نمو أحدها إلى ارتفاع 30 مترا. تنتشر أشجار البلزا الهرمية في غابات أمريكا اللاتينية الاستوائية في مناطق مثل شمال وجنوب المكسيك. هذا الشجر دائم الخضرة. وقد أطلق عليه هذا الاسم اشتقاقا من كلمة إسبانية تعني الطوف. وهي وبالرغم من ليونة وخفة خشبها فإنها تعد من الأشجار ذات الخشب الصلب. وخشبها أخف أنواع الخشب على الإطلاق.

## صور

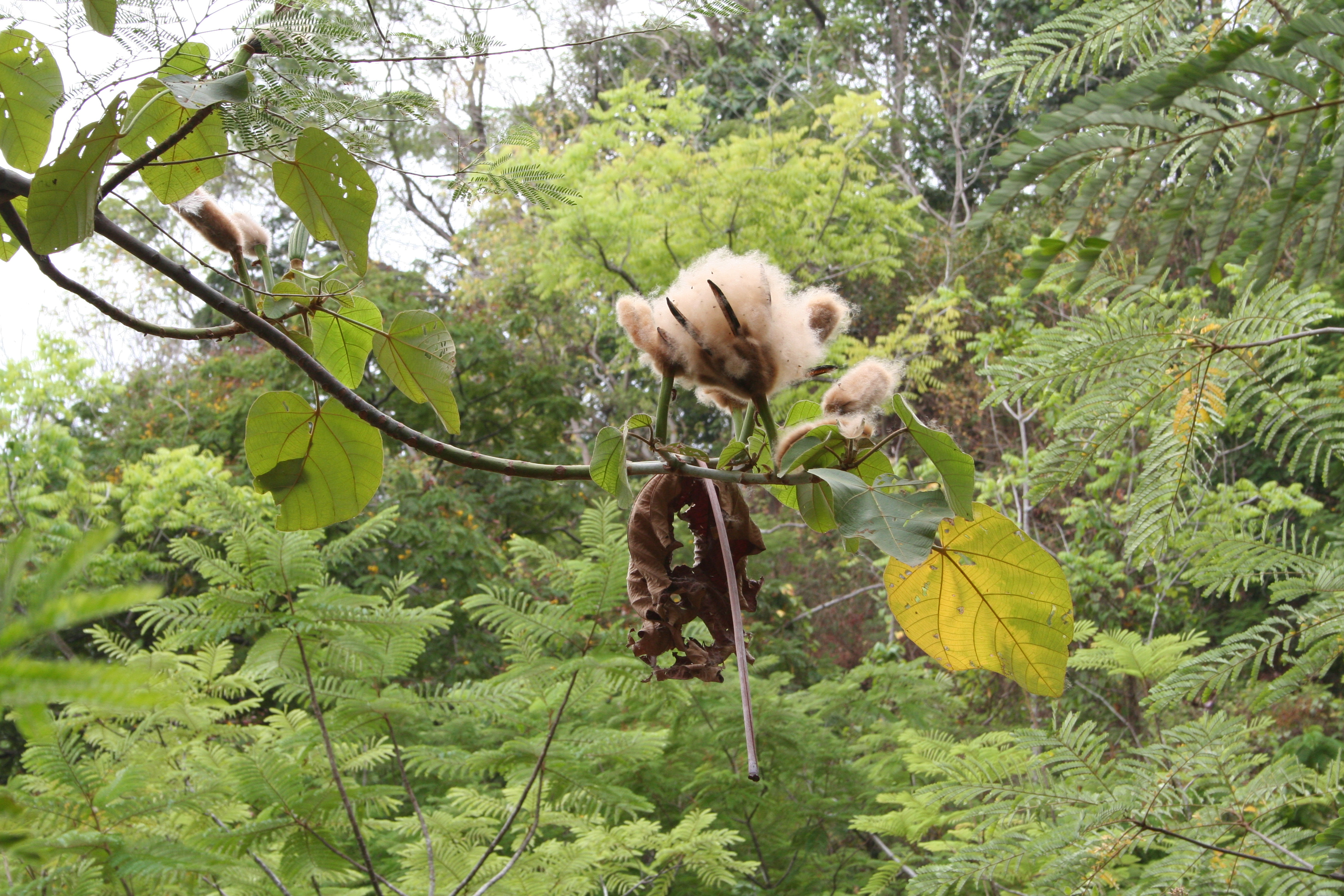
Balsa on Bota Hill, Limbe Botanical Garden, الكاميرون
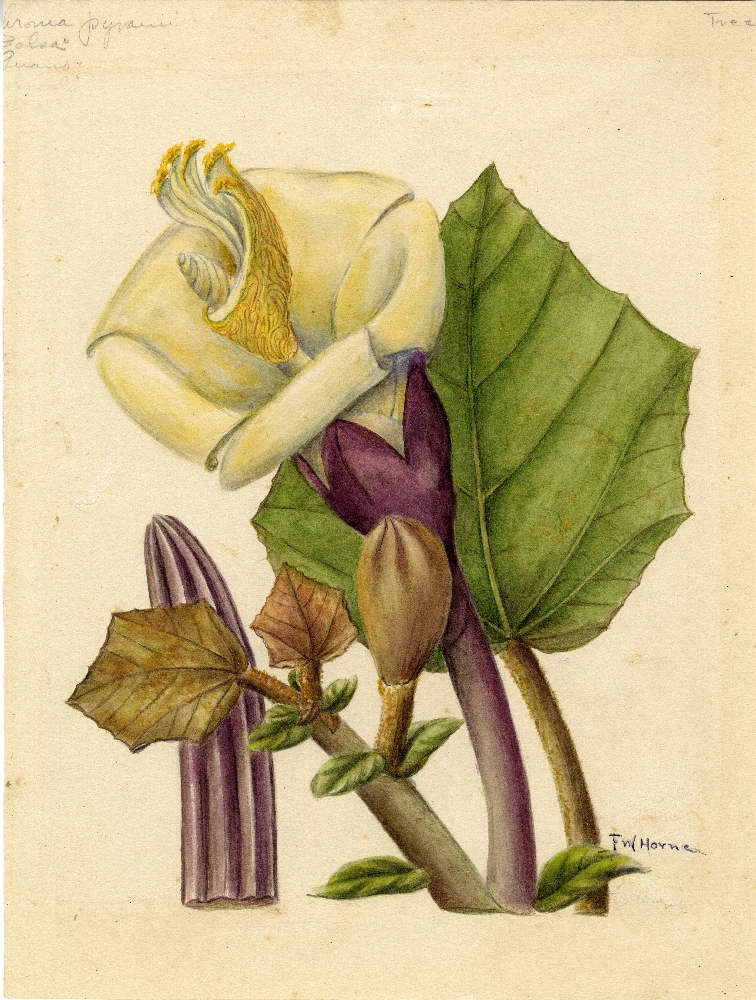
Painting by Frances W. Horne from the Flora Borinqueña
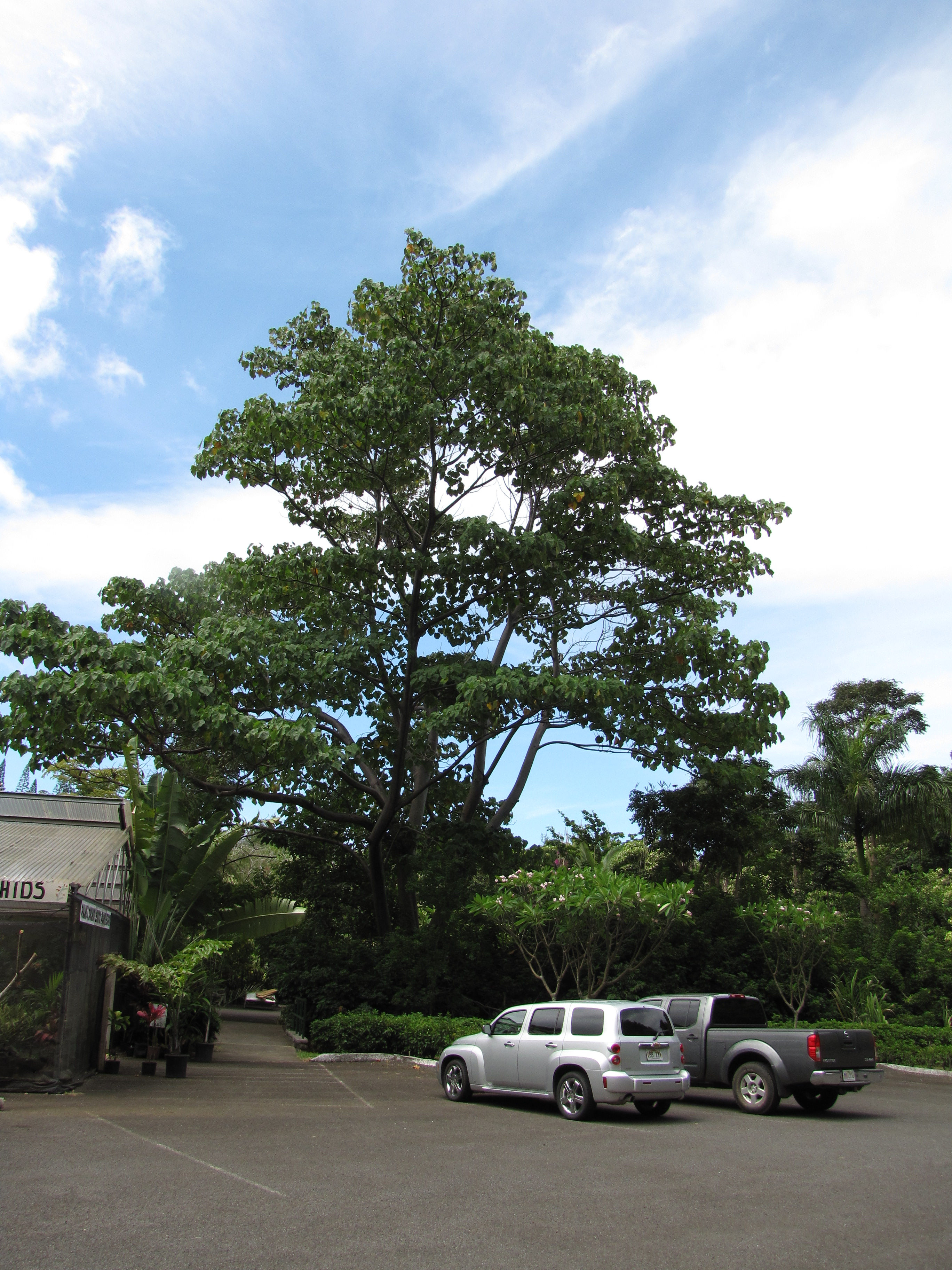
Ochroma pyramidale at the Large tree habit at Tropical Gardens of Maui Iao Valley Rd, ماوي (جزيرة)
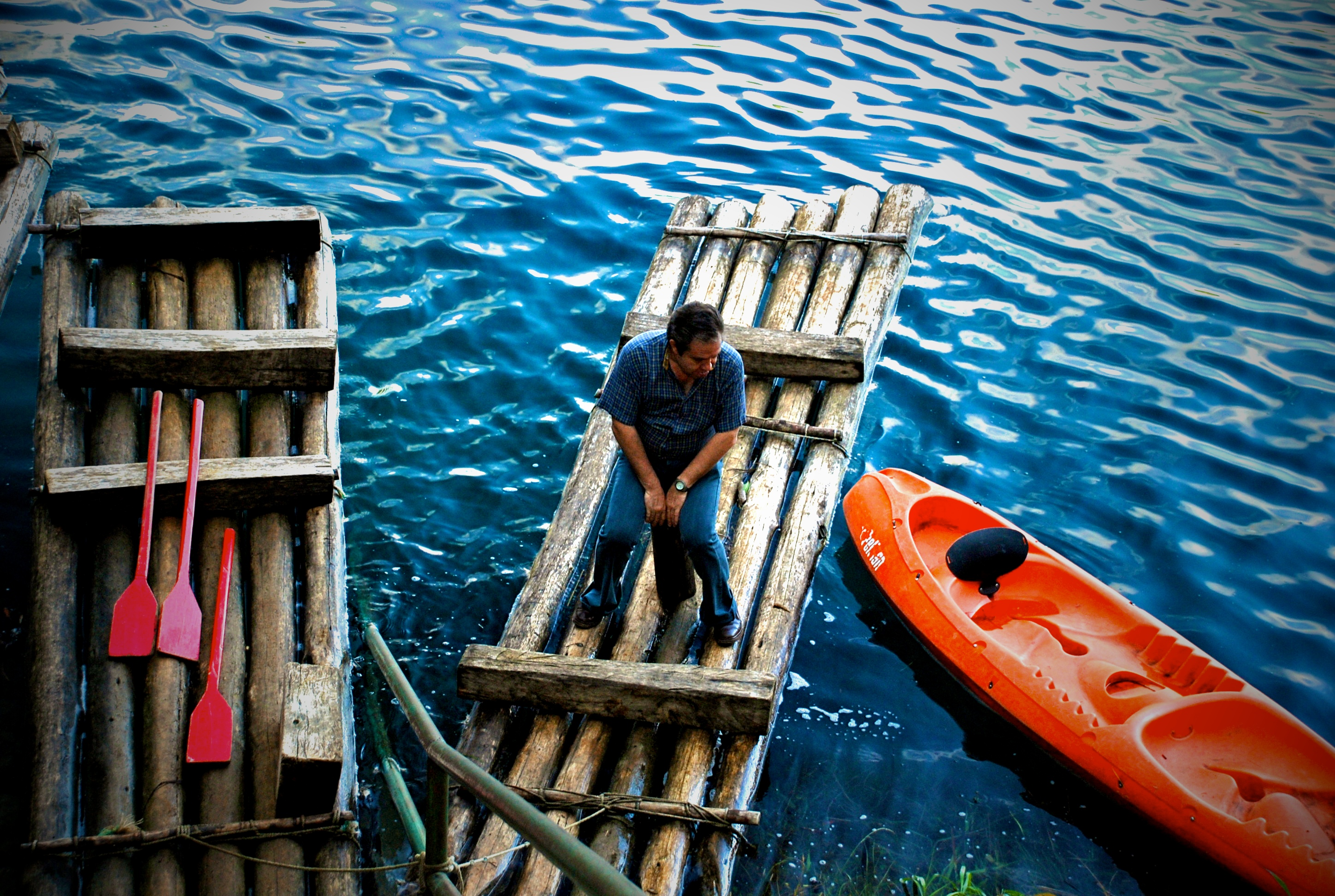
Two balsa rafts and a kayak at Lagos de Montebello in تشياباس.
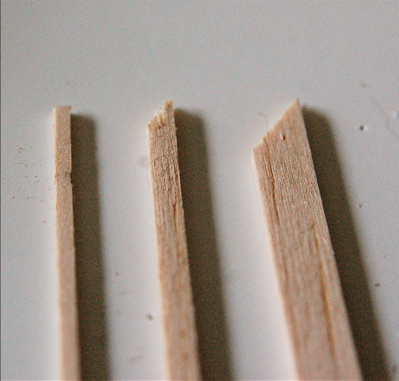
Three different sizes of balsa wood stock.
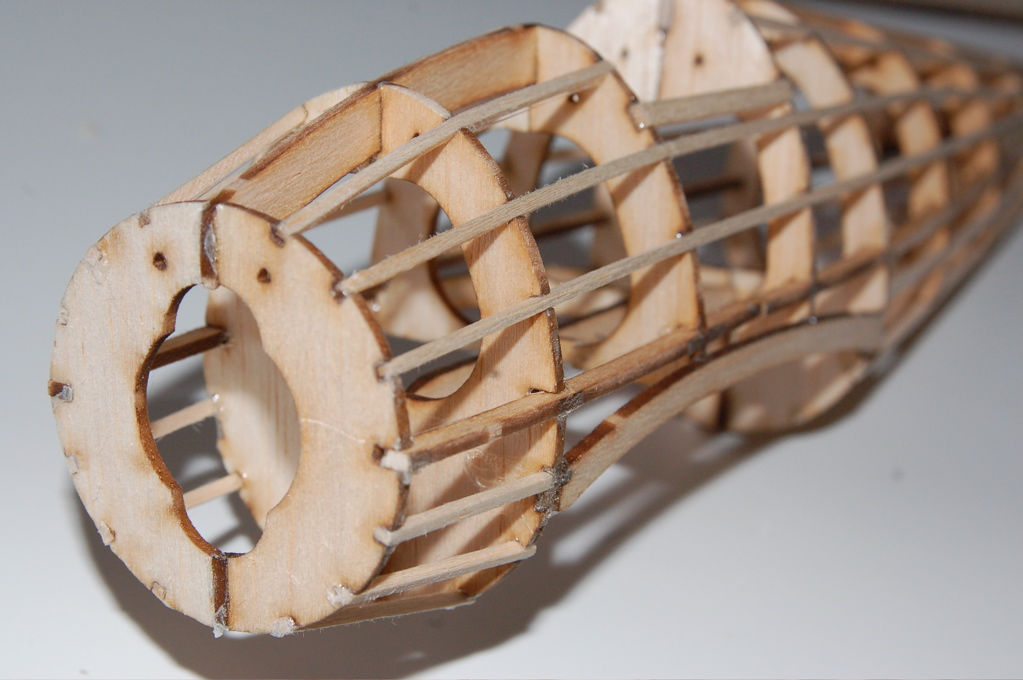
Balsa construction in a Paul K. Guillow, Inc. "stick & tissue" free flight rubber scale model airplane.